# Overcooked
Overcooked és un videojoc de cuina desenvolupat per Ghost Town Games i publicat per Team17. Es tracta d'un joc de cooperació en equip en el qual els jugadors tenen el rol de xefs i han de realitzar les comandes dels clients en el temps marcat, afegint la dificultat de desplaçar-se entre plataformes mòbils, portals, escales que es mouen, etc. Va ser llançat per a Windows, PlayStation 4 i Xbox One l'any 2016. Va ser llançat en Nintendo Switch el 27 de juliol de 2017.
El joc Overcooked va rebre crítiques favorables, incloent-hi 4 premis als Premis BAFTA de Videojocs del 2016, a més va guanyar premis al Millor Joc Britànic i al Millor Joc Familiar. Va tenir una continuació anomenada Overcooked 2 llençat durant l'any 2018.
L'any 2020 es va publicar un paquet, amb el subtítol All You Can Eat, el qual incloïa una versió remasteritzada del joc Overcooked, junt amb Overcooked 2. Va ser un títol de llançament per a Xbox Sèries X i PlayStation 5.

## Jugabilitat
A Overcooked els jugadors han d'agafar els ingredients del lloc indicat i preparar plats de menjar. Aquests ingredients poden necessitar ser tallats, cuinats i servits en un plat al lloc corresponent. També existeixen unes escombraries per a eliminar el menjar mal fet (amb un o diversos ingredients de més o que s'han cremat). Els xefs han de treballar de manera cooperativa per a completar les comandes abans que s'acabi el temps establert. Els plats servits ben fets donaran monedes amb bonificació per velocitat, mentre que els mal fets no aporten monedes. L'objectiu del joc és guanyar la quantitat més gran possible de monedes. Al final de cada nivell els jugadors reben d'una a tres estrelles segons les monedes que hagin recol·lectat.
Les cuines que apareixen varien en funció del nivell en el qual es troba el jugador. A més, els elements acostumen a aparèixer separats els uns dels altres per a donar-li al nivell més dificultat, a vegades la cuina està formada per dues plataformes en les quals s'ha de caminar evitant caure's, ja que en caure el jugador perdrà el menjar que estigui portant en aquell moment i trigarà temps a poder tornar a la cuina.
Overcooked té un mode de joc multijugador cooperatiu que permet jugar fins a quatre jugadors. També disposa d'un mode multijugador competitiu en el qual es formen dos equips de 2 jugadors, els quals competeixen per a aconseguir la quantitat més gran de monedes en el temps limitat (cadascun dels jugadors controlarà a dos xefs si només hi ha 2 jugadors). Addicionalment, hi ha una manera d'un jugador en el qual el jugador controla a dos xefs en qualsevol moment o simultàniament segons l'esquema de control.

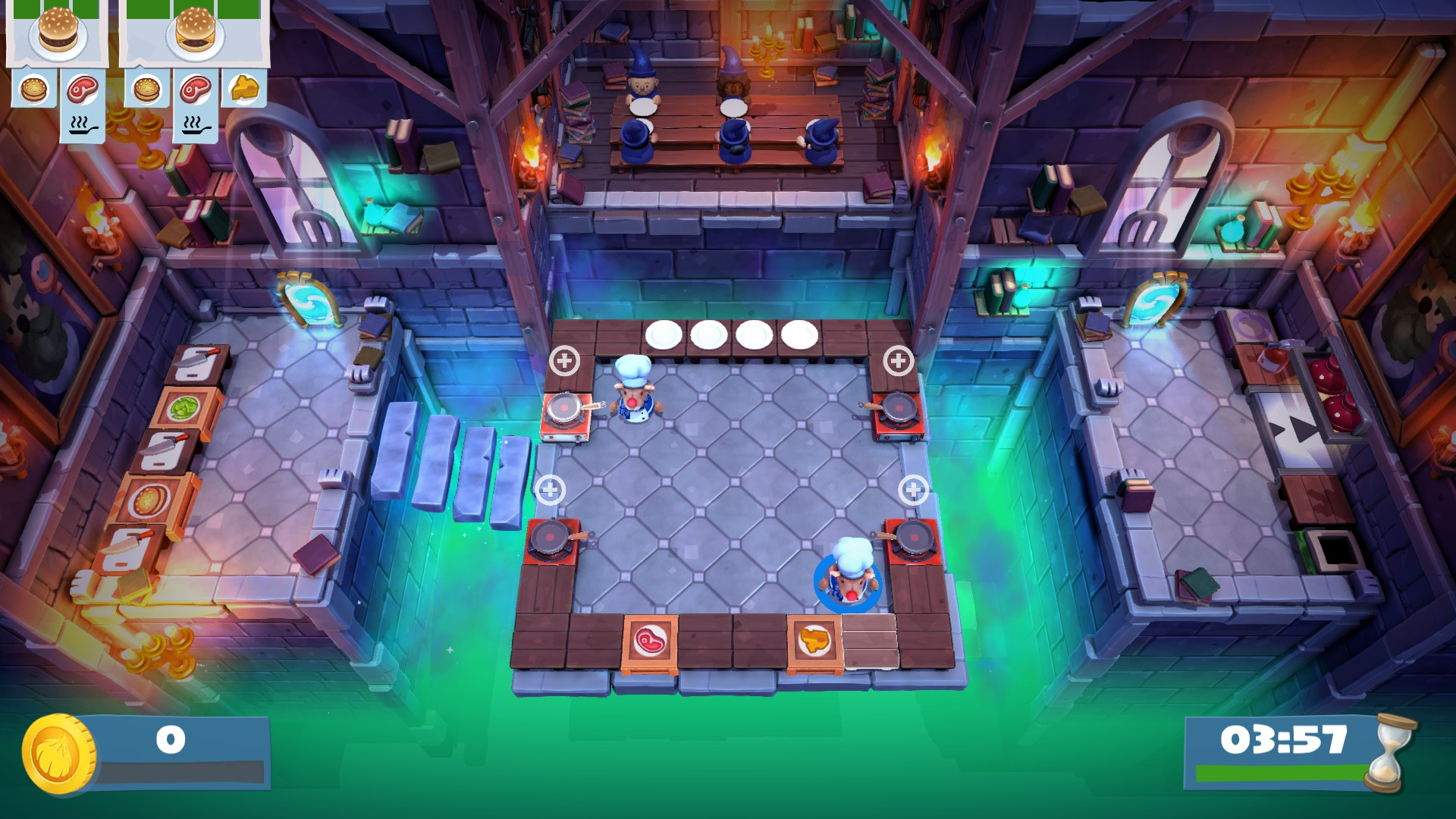
Mode de joc a Overcooked.

### DLC
- "The Lost Morsel" (El mos perdut)
- "Festive Seasoning" (Condiment festiu)

Edicions especials i paquets
- Edició Gurmet: Inclou el joc base i el DLC "The Lost Morsel".
- Paquet nadalenc/Edició especial: Inclou el joc base i els dos DLC.

## Desenvolupament
El primer videojoc de l'empresa Ghost Town Games, amb seu situada a Cambridge, va ser el desenvolupament d'Overcooked. Aquesta empresa va ser fundada per Phil Duncan i Oli De-Vine, els quals havien treballat anteriorment a Frontier Developments durant un període de vuit anys abans de fundar Ghost Town Games. Els dos havien acordat des del principi del desenvolupament hauria de tractar-se d'un videojoc cooperatiu on la naturalesa cooperativa fos el punt principal.
La decisió de crear un entorn de cuines va ser influenciada per Phil Duncan, el qual afirma el següent: ''les cuines sempre m'han semblat una analogia perfecta per a un joc cooperatiu: una ocupació en la qual el treball en equip, la gestió del temps, la consciència espacial i els crits són de vital importància''. Els nivells es van crear amb l'objectiu de centrar-se en la necessitat de treballar cooperativament.
L'empresa Ghost Town va portar el videojoc a festivals i convencions per a obtenir comentaris, aquests van servir per a poder realitzar millores al joc i corregir errors respecte a la marxa dels esdeveniments i en el funcionament dels nivells, ja que van poder observar que els jugadors estan més interessats a realitzar nivells complexos i dinàmics.
La companyia Team17 va comunicar que ajudaria a publicar el videojoc l'any 2016. A més, va portar a Duncan i Oli a l'E3 on van rebre molta atenció a l'esdeveniment.
Els creadors es van dedicar fins al 2016 en desenvolupar els DLC. La versió per Nintendo Switch inclou suport de vibració HD juntament amb les dues expansions.

## Recepció
En el seu llaçament, Overcooked va rebre crítiques positives, però a les revisions de Nintendo Switch va haver-hi queixes perquè la freqüència queia per sota de 30 fotogrames per segon.

## Premis
| Any  | Premi                                         | Categoria                    | Resultat  | Ref.          |
| ---- | --------------------------------------------- | ---------------------------- | --------- | ------------- |
| 2016 | Premis de la indústria de jocs TIGA           | Millor jugabilitat creativa  | Nominat   | [ 15 ]        |
| 2016 | Premis de la indústria de jocs TIGA           | Joc debut                    | Guanyador | [ 15 ]        |
| 2016 | Premis de la indústria de jocs TIGA           | Millor joc d'un petit estudi | Nominat   | [ 15 ]        |
| 2016 | The Game Awards 2016                          | Millor joc multijugador      | Nominat   | [ 16 ]        |
| 2016 | Premis al Joc de l'Any 2016 de Giant Bomb     | Millor multijugador          | Nominat   | [ 17 ]        |
| 2016 | Festival de Jocs Independents                 | Gran Premi Seumas McNally    | Nominat   | [ 18 ]        |
| 2016 | Festival de Jocs Independents                 | Excel·lència en disseny      | Nominat   | [ 18 ]        |
| 2016 | XIII Premis dels Jocs de l'Acadèmia Britànica | Joc de debut                 | Nominat   | [ 19 ] [ 20 ] |
| 2016 | XIII Premis dels Jocs de l'Acadèmia Britànica | Joc britànic                 | Guanyador | [ 19 ] [ 20 ] |
| 2016 | XIII Premis dels Jocs de l'Acadèmia Britànica | Joc familiar                 | Guanyador | [ 19 ] [ 20 ] |
| 2016 | XIII Premis dels Jocs de l'Acadèmia Britànica | Joc multijugador             | Nominat   | [ 19 ] [ 20 ] |